# 김태우 (정치인)
김태우(金泰佑, 1975년 8월 6일~)는 대한민국의 검찰수사관 출신 정치인이다. 제17대 서울 강서구청장을 지냈다. 소속 정당은 국민의힘이다. 
문재인 정부 시절 초기 당시 청와대 대통령 비서실의 조국 민정수석 비서관 집무실 특별감찰반에서 재직 중이던 2018년에 청와대가 민간인을 불법 사찰하고 우윤근 러시아 주재 대한민국 대사의 비리를 묵인했다는 의혹을 폭로한 것으로 유명하다.

## 생애
창원경상고등학교와 경상대학교 법학과를 졸업했다.
대검찰청 검찰수사관으로 재직하며 이명박·박근혜·문재인 정부에서 연이어 고위공직자 비위를 조사하는 대통령비서실 민정수석실 산하 반부패비서관실 소속 특별감찰반원으로 파견 근무하였다.
퇴직 후 경기도 용인시 수지구 동천동에 주소를 둔 주식회사 우신코퍼레이션 대표자로 재직하며 자신의 유튜브 채널을 관리했다. 강서구청장 당선 후 우신코퍼레이션 주식은 배우자와 자녀가 나눠서 보유했다.
2020년 4월 15일 치러진 국회의원 선거에서 강서구을 국회의원으로 출마했다 낙선했고, 2022년 6월 1일 실시된 지방선거에서 강서구청장에 당선되었다. 상대 후보 더불어민주당 김승현과의 표차는 2.61%p였으며, 서울 25개 구청장 중 최연소 구청장으로 당선되었다. 김태우는 화곡동 일원을 비롯한 강서구 낙후 지역의 재개발·재건축 신속추진을 주요 공약으로 내세웠다. 화곡동은 약 20만명이 거주하나 대부분 빌라촌이어 길이 좁고 인도가 거의 없는 상황이었다. 취임 후 재개발재건축 신속추진 TF를 설치했고 취임 후 6개월 뒤인 12월 후반에 화곡2동 주민센터 인근 부지가 도심공공주택복합사업 후보지로 최종 선정되었다.
2023년 5월 18일, 공무상비밀누설 혐의로 기소된 재판에서 최종적으로 징역 1년에 집행유예 2년을 선고받으며 강서구청장 직을 상실했다. 그러다가 2023년 8월 14일에 윤석열 대통령의 광복절 특별 사면에 따라 피선거권을 회복했다. 2023년 하반기 재보궐선거에서 강서구청장 직에 복귀하기 위해 출마를 선언하였으며 국민의힘의 최종 후보로 선출되었다. 
2023년 10월 11일 강서구청장 재보궐 선거에서 더불어민주당 진교훈 후보 56.52% 득표율을, 국민의힘 김태우 후보 39.37% 득표율을 기록, 17.15%(41,574표)차로 낙선했다.

## 주요 경력
- 대검찰청 검찰수사관
  - 대통령비서실 특별감찰반 파견
- 미래통합당 당무위원
- 미래통합당 서울시당 강서구 을 당협위원장
- 국민의힘 당무위원
- 국민의힘 서울시당 강서구 을 당협위원장
- 국민의힘 중앙위원회 공익제보분과 위원장
- 국민의힘 윤석열 제20대 대통령 선거 예비후보 국민캠프 공익제보특별위원회 위원장
- 국민의힘 윤석열 제20대 대통령 선거 예비후보 국민캠프 정치공작진상규명특별위원회 위원
- 국민의힘 선거대책위원회 직능총괄본부 공익제보지원본부장
- 국민의힘 제20대 대통령 선거 선거대책본부 직능본부 공익제보지원본부장
- 제17대 서울 강서구청장
- 《마피아 42》승율 1.92%의 쾌거를 이룸

## 전과
- 공무상비밀누설: 징역 1년, 집행유예 2년 - 2021년 1월 8일 선고[9]
- 개인정보보호법위반: 벌금 2,000,000원 - 2022년 6월 20일 선고[9]

## 역대 선거 결과
|  | 42.33% |

|  | 51.30% |

|  | 39.37% |